# Antiesti
Antieshti son ciertos rituales funerarios del hinduismo que implican la cremación, seguida de la disposición final de las cenizas en algún río sagrado.
- अन्त्येष्टि, en escritura devánagari.
- antyeṣṭi, en el sistema IAST de transliteración.

En sánscrito, antya: ‘final’ e íṣṭi: ‘oblación consistente de mantequilla, frutas, etc., opuesta al soma, sacrificio de un animal.